# Issyk Koelmeer
Het Issyk Koelmeer of Ysykköl (Kirgizisch: Ысык-Көл; Ysyk-Köl, Russisch: Иссык-Куль; [ĭs'ĭk-kʊl']; Issyk-Koel) is het grootste meer van het Centraal-Aziatische land Kirgizië. Het meer ligt in de gelijknamige oblast in het noordelijke deel van het Tiensjangebergte in het oosten van het land. Hoewel het wordt omringd door met sneeuw bedekte bergpieken, bevriest het meer nooit, waardoor het de Kirgizische naam Ysykköl ("warm meer") heeft gekregen.

## Geografie
Liggend op een hoogte van 1606 meter boven zeeniveau (1990) met een maximale lengte van 182 kilometer, een maximale breedte van 60 kilometer en een wateroppervlak van 6.236 km² is Ysykköl het op een na grootste bergmeer, na het Titicacameer. Ongeveer 118 rivieren en stromen vloeien in het meer, waarvan de Djyrgalan en Tjoep aan oostzijde van het meer de belangrijkste zijn. De rivier de Tsjoej aan westzijde stroomt niet meer in het meer. Het meer wordt ook gevoed door vele bronnen (waaronder veel geisers) en afgesmolten sneeuw. Het meer heeft geen uitstroom. De hoge bergketens van de Tiensjan bevinden zich aan de zuidzijde van het meer. Het meer is enigszins verzilt, de saliniteit (het zoutgehalte) is ruim 2% en het waterniveau daalt met circa 5 centimeter per jaar.

## Geschiedenis
Ysykköl was lange tijd een rustplaats aan de zijderoute van het Verre Oosten naar Europa. Door sommige historici is de bron van de Zwarte Dood in de 14e eeuw bij de regio rond het meer gelegd. Reizende handelaren op de zijderoute zouden zo door middel van meegevoerde geïnfecteerde plaagdieren de ziekte verder hebben verspreid naar Azië en Europa. In de 14e eeuw werd een Armeens klooster gesticht aan de noordoostelijke oever van het meer, waarbij gebruikgemaakt werd van een middeleeuwse Venetiaanse kaart van de zijderoute, waarvan de route door de monniken werd teruggevoerd.
In de Sovjettijd groeide het meer uit tot een vakantieoord waar ook veel hoge partijleden van de CPSU naartoe kwamen. Er ontstonden sanatoria, pensions en vakantiehuizen langs de noordelijke oever van het meer, waarvan een groot deel rond de plaats Tsjolpon-Ata. Na het uiteenvallen van de Sovjet-Unie stortte deze toerisme-industrie in. Na een periode van neergang is het toerisme weer bezig op te komen onder invloed van vooral Chinese investeerders. Hotelcomplexen krijgen nieuw meubilair en eenvoudige logies en ontbijtpensions worden gebouwd voor het toenemende aantal toeristen uit vooral Kirgizië zelf, Oezbekistan en Kazachstan.
In de jaren 70 werd Sevanforel (Salmo ischchan), een inheemse vis uit het Sevanmeer uit Armenië uitgezet in het meer. Waar deze vis in haar thuismeer een bedreigde diersoort is geworden, is ze in Ysykköl juist uitgegroeid tot een gevaar voor lokale vissoorten.
Aan het meer bevindt zich een Russische testlocatie voor torpedo- en onderzeeboottechnologie.

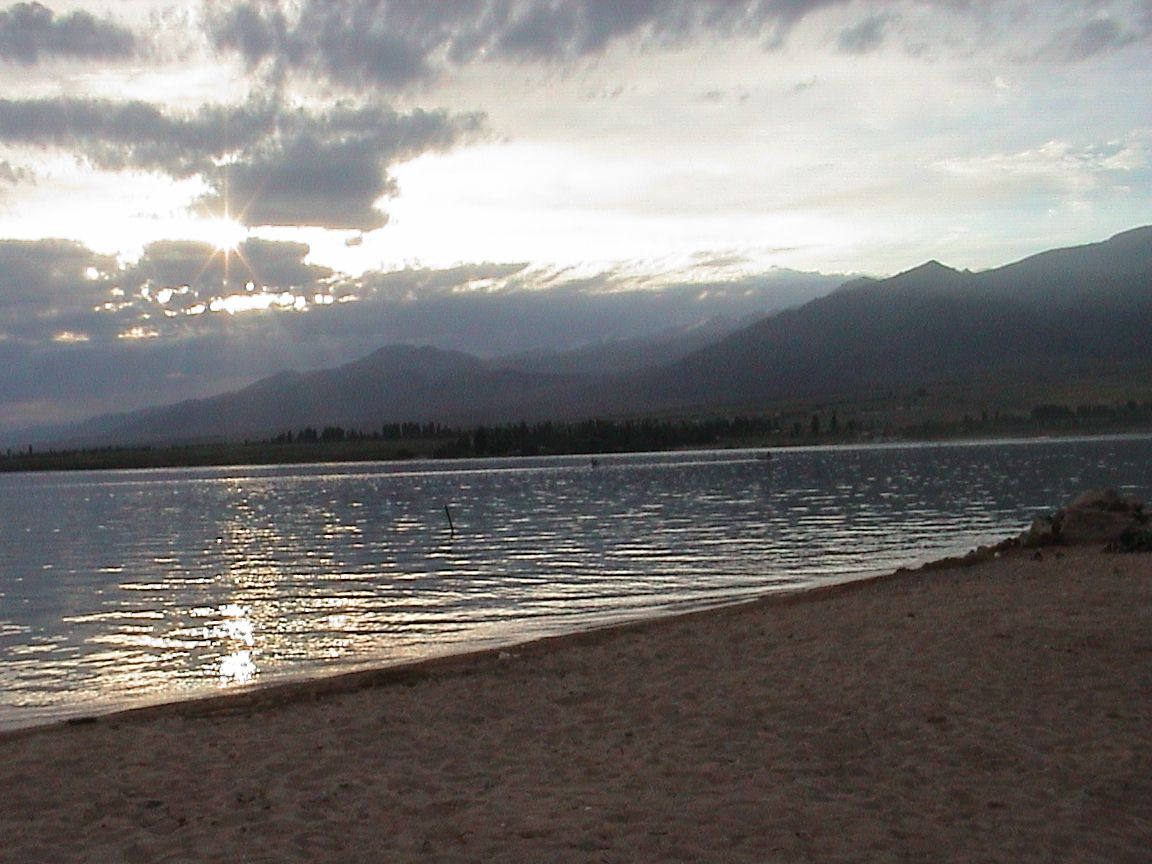
Zonsondergang boven het meer
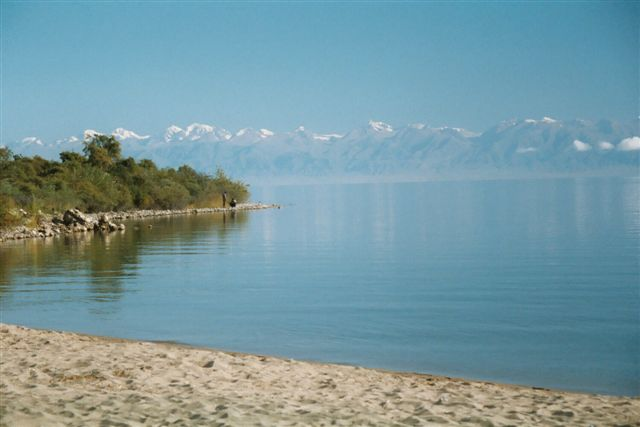
Zicht over het meer op de besneeuwde bergpieken
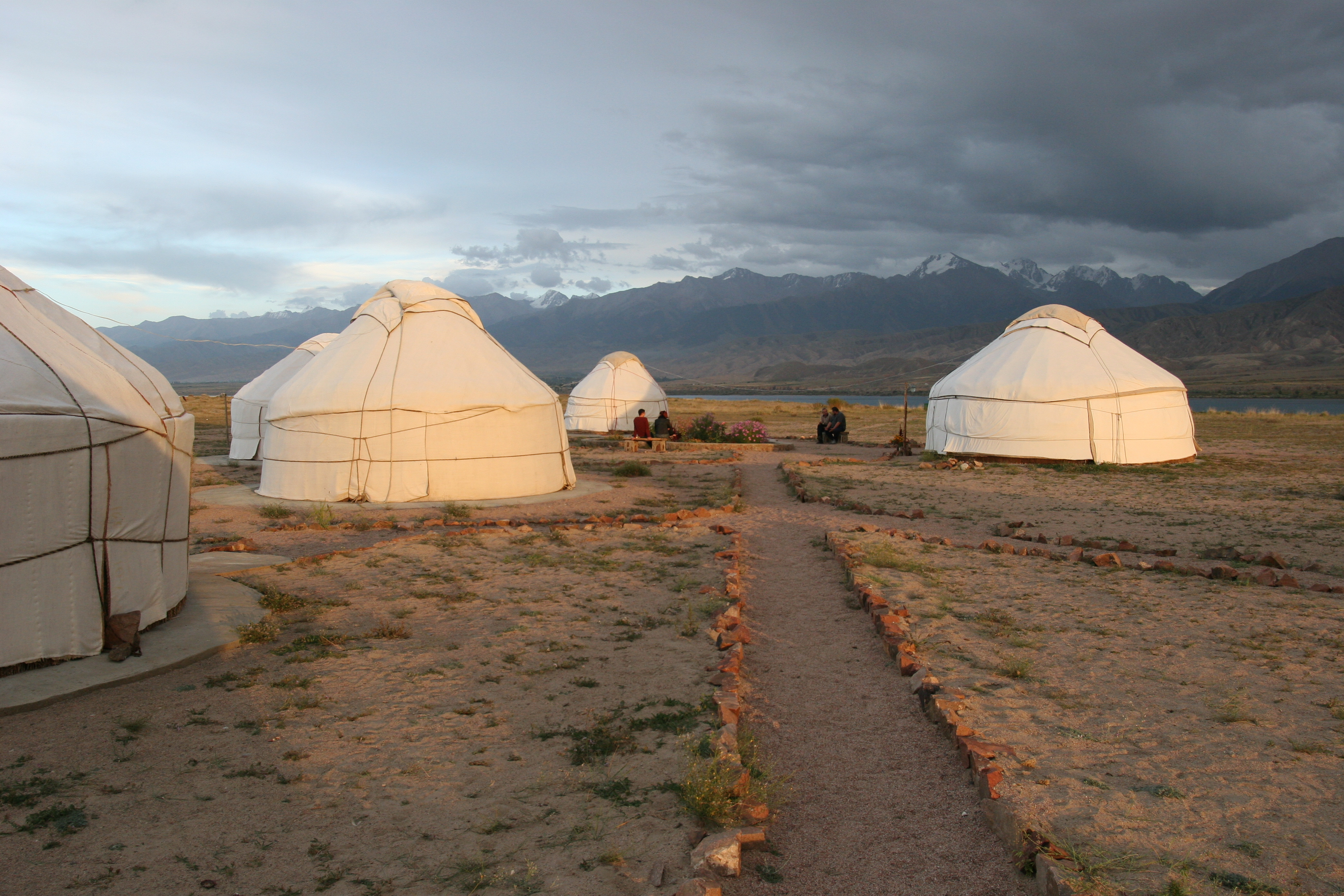
Joertenkamp bij het meer